# Stopera
Stopera je komplex budov v nizozemském Amsterdamu, kde sídlí jak amsterdamská radnice, tak Nizozemská národní opera, Nizozemský národní balet a symfonický orchestr Het Balletorkest. Budovu navrhl Wilhelm Holzbauer a Cees Dam. Stopera se nachází v centru Amsterdamu v ohybu řeky Amstel mezi náměstím Waterlooplein a kanálem Zwanenburgwal, na pozemku zvaném Vlooienburg. Až do roku 1940 zde byla amsterdamská židovská čtvrť, proto také vedle Stopery stojí Joods Verzetsmonument, pomník z roku 1988 připomínající židovské oběti druhé světové války v Nizozemsku. U pomníku se každoročně koná vzpomínka. Název je zkratkou protestního sloganu „Stop Opera“ a ne zkratkou slov „stadhuis“ (nizozemsky „radnice“) a „opera“, jak se často soudí. Stopera byl totiž kontroverzní projekt, který se vlekl v podstatě 60 let, a když šel do finále, setkal se s těžkými protesty, zejména ze strany místní kontrakultury a levicových skupin, jako byli squatteři a hnutí Provo. To vedlo k nepokojům, když stavba v roce 1982 začala. Název protestů se časem přenesl na samotnou stavbu a uchytil se. Všeobecně se užívá, jediný, kdo se mu vyhýbá, je samotné divadlo, které striktně užívá termín Národní opera a balet. tento nápis je i na budově. Projekt vážně překročil rozpočet a konečné náklady byly 112 milionů nizozemských guldenů. Opera zahájila provoz 23. září 1986. O dva roky později začala v budově fungovat i nová radnice.